# Championnat de Tunisie masculin de handball 1964-1965
Navigation
Saison précédente Saison suivante
La saison 1964-1965 du championnat de Tunisie masculin de handball est la dixième édition de la compétition. Devenu très populaire, le handball attire les foules et le derby tunisois du handball devient un évènement très attendu, surtout que pour la première fois le titre est l'affaire de deux clubs tunisois. Le Club africain, battu à l'aller par l'Espérance sportive de Tunis (3-6), l'emporte au retour (7-6) mais ne s'assure du titre qu'à la dernière journée. Par contre, en coupe de Tunisie, il bat facilement son rival 10-4. D'une manière générale, le jeu présenté par les équipes est basé sur la défense et peu de buts sont marqués. 
C'est le Stade soussien qui est relégué, remplacé par l'autre club de Sousse, l'Étoile sportive du Sahel, qui va faire sa première apparition en division nationale, alors que le Croissant sportif bizertin, second reléguable, est sauvé par la fusion entre Al Mansoura Chaâbia de Hammam Lif et le Club sportif de Hammam Lif.

## Clubs participants
| - Espérance sportive de Tunis - Club athlétique du gaz - Association sportive des PTT - Stade soussien - Club africain - Stade nabeulien | - Zitouna Sports - Al Mansoura Chaâbia de Hammam Lif - Avenir sportif de La Marsa - Croissant sportif bizertin - Union culturelle de Sfax - Club sportif des cheminots |

## Compétition

### Classement
Le barème de points servant à établir le classement se décompose ainsi :
- Victoire : 3 points
- Match nul : 2 points
- Défaite : 1 point
- Forfait : 0 point

|    | Équipe                            | Pts | J  | G  | N | P       | Bp  | Bc  | Diff |
| -- | --------------------------------- | --- | -- | -- | - | ------- | --- | --- | ---- |
| 1  | Club africain (C)                 | 62  | 22 | 20 | 0 | 2       | 286 | 152 | 134  |
| 2  | Espérance sportive de Tunis       | 60  | 22 | 19 | 0 | 3       | 273 | 174 | 99   |
| 3  | Association sportive des PTT      | 56  | 22 | 17 | 0 | 5       | 275 | 212 | 63   |
| 4  | Club athlétique du gaz (T)        | 53  | 22 | 15 | 1 | 6       | 299 | 244 | 55   |
| 5  | Stade nabeulien                   | 49  | 22 | 13 | 1 | 8       | 336 | 250 | 86   |
| 6  | Zitouna Sports                    | 41  | 22 | 8  | 3 | 11      | 278 | 269 | 9    |
| 7  | Al Mansoura Chaâbia de Hammam Lif | 41  | 22 | 9  | 1 | 12      | 265 | 261 | 4    |
| 8  | Club sportif des cheminots (P)    | 39  | 22 | 8  | 1 | 13      | 198 | 248 | -50  |
| 9  | Avenir sportif de La Marsa        | 37  | 22 | 6  | 3 | 13      | 267 | 291 | -24  |
| 10 | Union culturelle de Sfax (P)      | 34  | 22 | 5  | 2 | 15      | 268 | 306 | -38  |
| 11 | Croissant sportif bizertin        | 29  | 22 | 3  | 1 | 18      | 259 | 286 | -27  |
| 12 | Stade soussien                    | 24  | 22 | 1  | 1 | 20 (1F) | 213 | 436 | -223 |

|  | Champion de Tunisie 1964-1965                                                                |
|  | Relégation directe en deuxième division                                                      |
|  | (T) Tenant du titre (C) Vainqueur de la Coupe de Tunisie (P) Club promu de deuxième division |

### Deuxième division
Les champions des poules Nord et Sud accèdent directement en division nationale.

#### Poule Nord
Le Club sportif de Hammam Lif, composé de Kamel Ben Saber et Khaled Hammi (GB), Taoufik Ayari, Manoubi Latrech, Béchir Ayari, Moncef Ghalloussi, Tlili Mabrouk, Slah Akkari, Béchir Akkari et Hédi Riahi, devance le Club olympique tunisien d'un point et réussit l'accession.
| Classement | Équipe                          | Points |
| ---------- | ------------------------------- | ------ |
| 1          | Club sportif de Hammam Lif      | 41     |
| 2          | Club olympique tunisien         | 40     |
| 3          | Association Mégrine Sport       | 38     |
| 4          | Club athlétique du Kef          | 31     |
| 5          | Stade tunisien                  | 30     |
| 6          | Association sportive d'Hammamet | 28     |
| 7          | Jeunesse sportive omranienne    | 26     |
| 8          | La Musulmane                    | 24     |
| 8          | Union sportive de Radès         | 24     |
| 10         | Club sportif goulettois         | FG     |

#### Poule Centre-Sud
L'Étoile sportive du Sahel, entraînée par Mohamed Ben Salah et Taoufik Zalila puis par Luc Henri, remporte le championnat de cette poule avec l'effectif suivant : Abdelaziz Ben Ayed et Hamed Hammami (GB), Mohamed Ben Salah, Houcine Ben Salah, Taoufik Zalila, Taoufik Bouslama, Mohamed Ajmi, Rafik Tebib, Ajmi Bellazreg, Mustapha Mahmoud, Brahim Ben Messaoud, Mustapha Saad, Habib Mahfoudhi et Luc Henri.
La poule est composée de :
- l'Étoile sportive du Sahel ;
- l'Union sportive monastirienne ;
- le Sporting Club de Moknine ;
- le Patriote de Sousse ;
- le Stade sportif gafsien ;
- le Sfax railways sports ;
- le Club sportif sfaxien ;
- le Croissant sportif chebbien ;
- le Nasr sportif soussien ;
- l'En-Nahdha sportive sfaxienne.

### Troisième division
Les champions des quatre poules — Al-Hilal (Nord-A), En-Nadi Ahli de Béja (Nord-B), El Makarem de Mahdia (Centre) et le Stade gabésien (Sud) — montent tous en deuxième division.

## Champion
- Club africain
  - Entraîneur : Brahim Riahi puis Dumergue[3]
  - Effectif[4] : Mourad Boualares et Trabelsi (GB), Hamadi Khalladi, Brahim Riahi, Zarrouk, Habib Touati, Mahmoud Lazhar, Hassen Makni, Hédi Slimane, Ferid Abaïed, Aleya Hamrouni, Debbiche, Rebaï, Pianelli, Guy Taïeb[5]